# Гебельт, Вацлав Евгеньевич
Вацлав Евгеньевич Гебельт (10 декабря 1913, деревня Лабно, Сувалкская губерния — 16 октября 1999) — советский и белорусский шахматный композитор; международный мастер (1977) и международный арбитр (1959) по шахматной композиции. Филолог.

## Биография
Окончил Варшавский университет, работал учителем в гимназии города Сувалки. В 1944 году был арестован (в это время он жил в Гродно), освобождён в 1949 году. Реабилитирован в 1992 году. До ухода на пенсию в 1976 году работал заместителем главного бухгалтера мясокомбината в городе Лида.
На формирование творчества Гебельта большое влияние оказали его наставники М. Врубель и Д. Пшепюрка. С 1933 года составил более 600 композиций, преимущественно двух- и трёхходовки. Победитель 5-го чемпионата СССР по разделу двухходовок (1959). На конкурсах удостоен 150 призов, из них — 53 первых, в том числе на олимпийском конкурсе по разделу кооперативных матов (ГДР, 1960), в международном матче «Дружба» по разделу трёхходовок (1962—1964). В области трёхходовки составляет главным образом задачи стратегического стиля с правильными матами. В «Альбомах ФИДЕ» опубликовано более 40 его задач.
В октябре 2013 года в Минске был выпущен юбилейный конверт с изображением В. Е. Гебельта. В ноябре 2013 года в Минске прошёл Кубок «Альбино» по решению шахматных композиций с участием белорусских и российских решателей, посвящённый памяти Гебельта.

## Задачи
|   | a | b | c | d | e | f | g | h |   |
| - | --- | --- | --- | --- | --- | --- | --- | --- | - |
| 8 | a7 белый конь · b7 белый слон · a6 чёрная пешка · g6 чёрный ферзь · c4 чёрный король · c3 белый слон · d3 белый конь · c2 белый король · f2 чёрный слон · f1 белый ферзь | a7 белый конь · b7 белый слон · a6 чёрная пешка · g6 чёрный ферзь · c4 чёрный король · c3 белый слон · d3 белый конь · c2 белый король · f2 чёрный слон · f1 белый ферзь | a7 белый конь · b7 белый слон · a6 чёрная пешка · g6 чёрный ферзь · c4 чёрный король · c3 белый слон · d3 белый конь · c2 белый король · f2 чёрный слон · f1 белый ферзь | a7 белый конь · b7 белый слон · a6 чёрная пешка · g6 чёрный ферзь · c4 чёрный король · c3 белый слон · d3 белый конь · c2 белый король · f2 чёрный слон · f1 белый ферзь | a7 белый конь · b7 белый слон · a6 чёрная пешка · g6 чёрный ферзь · c4 чёрный король · c3 белый слон · d3 белый конь · c2 белый король · f2 чёрный слон · f1 белый ферзь | a7 белый конь · b7 белый слон · a6 чёрная пешка · g6 чёрный ферзь · c4 чёрный король · c3 белый слон · d3 белый конь · c2 белый король · f2 чёрный слон · f1 белый ферзь | a7 белый конь · b7 белый слон · a6 чёрная пешка · g6 чёрный ферзь · c4 чёрный король · c3 белый слон · d3 белый конь · c2 белый король · f2 чёрный слон · f1 белый ферзь | a7 белый конь · b7 белый слон · a6 чёрная пешка · g6 чёрный ферзь · c4 чёрный король · c3 белый слон · d3 белый конь · c2 белый король · f2 чёрный слон · f1 белый ферзь | 8 |
| 7 | a7 белый конь · b7 белый слон · a6 чёрная пешка · g6 чёрный ферзь · c4 чёрный король · c3 белый слон · d3 белый конь · c2 белый король · f2 чёрный слон · f1 белый ферзь | a7 белый конь · b7 белый слон · a6 чёрная пешка · g6 чёрный ферзь · c4 чёрный король · c3 белый слон · d3 белый конь · c2 белый король · f2 чёрный слон · f1 белый ферзь | a7 белый конь · b7 белый слон · a6 чёрная пешка · g6 чёрный ферзь · c4 чёрный король · c3 белый слон · d3 белый конь · c2 белый король · f2 чёрный слон · f1 белый ферзь | a7 белый конь · b7 белый слон · a6 чёрная пешка · g6 чёрный ферзь · c4 чёрный король · c3 белый слон · d3 белый конь · c2 белый король · f2 чёрный слон · f1 белый ферзь | a7 белый конь · b7 белый слон · a6 чёрная пешка · g6 чёрный ферзь · c4 чёрный король · c3 белый слон · d3 белый конь · c2 белый король · f2 чёрный слон · f1 белый ферзь | a7 белый конь · b7 белый слон · a6 чёрная пешка · g6 чёрный ферзь · c4 чёрный король · c3 белый слон · d3 белый конь · c2 белый король · f2 чёрный слон · f1 белый ферзь | a7 белый конь · b7 белый слон · a6 чёрная пешка · g6 чёрный ферзь · c4 чёрный король · c3 белый слон · d3 белый конь · c2 белый король · f2 чёрный слон · f1 белый ферзь | a7 белый конь · b7 белый слон · a6 чёрная пешка · g6 чёрный ферзь · c4 чёрный король · c3 белый слон · d3 белый конь · c2 белый король · f2 чёрный слон · f1 белый ферзь | 7 |
| 6 | a7 белый конь · b7 белый слон · a6 чёрная пешка · g6 чёрный ферзь · c4 чёрный король · c3 белый слон · d3 белый конь · c2 белый король · f2 чёрный слон · f1 белый ферзь | a7 белый конь · b7 белый слон · a6 чёрная пешка · g6 чёрный ферзь · c4 чёрный король · c3 белый слон · d3 белый конь · c2 белый король · f2 чёрный слон · f1 белый ферзь | a7 белый конь · b7 белый слон · a6 чёрная пешка · g6 чёрный ферзь · c4 чёрный король · c3 белый слон · d3 белый конь · c2 белый король · f2 чёрный слон · f1 белый ферзь | a7 белый конь · b7 белый слон · a6 чёрная пешка · g6 чёрный ферзь · c4 чёрный король · c3 белый слон · d3 белый конь · c2 белый король · f2 чёрный слон · f1 белый ферзь | a7 белый конь · b7 белый слон · a6 чёрная пешка · g6 чёрный ферзь · c4 чёрный король · c3 белый слон · d3 белый конь · c2 белый король · f2 чёрный слон · f1 белый ферзь | a7 белый конь · b7 белый слон · a6 чёрная пешка · g6 чёрный ферзь · c4 чёрный король · c3 белый слон · d3 белый конь · c2 белый король · f2 чёрный слон · f1 белый ферзь | a7 белый конь · b7 белый слон · a6 чёрная пешка · g6 чёрный ферзь · c4 чёрный король · c3 белый слон · d3 белый конь · c2 белый король · f2 чёрный слон · f1 белый ферзь | a7 белый конь · b7 белый слон · a6 чёрная пешка · g6 чёрный ферзь · c4 чёрный король · c3 белый слон · d3 белый конь · c2 белый король · f2 чёрный слон · f1 белый ферзь | 6 |
| 5 | a7 белый конь · b7 белый слон · a6 чёрная пешка · g6 чёрный ферзь · c4 чёрный король · c3 белый слон · d3 белый конь · c2 белый король · f2 чёрный слон · f1 белый ферзь | a7 белый конь · b7 белый слон · a6 чёрная пешка · g6 чёрный ферзь · c4 чёрный король · c3 белый слон · d3 белый конь · c2 белый король · f2 чёрный слон · f1 белый ферзь | a7 белый конь · b7 белый слон · a6 чёрная пешка · g6 чёрный ферзь · c4 чёрный король · c3 белый слон · d3 белый конь · c2 белый король · f2 чёрный слон · f1 белый ферзь | a7 белый конь · b7 белый слон · a6 чёрная пешка · g6 чёрный ферзь · c4 чёрный король · c3 белый слон · d3 белый конь · c2 белый король · f2 чёрный слон · f1 белый ферзь | a7 белый конь · b7 белый слон · a6 чёрная пешка · g6 чёрный ферзь · c4 чёрный король · c3 белый слон · d3 белый конь · c2 белый король · f2 чёрный слон · f1 белый ферзь | a7 белый конь · b7 белый слон · a6 чёрная пешка · g6 чёрный ферзь · c4 чёрный король · c3 белый слон · d3 белый конь · c2 белый король · f2 чёрный слон · f1 белый ферзь | a7 белый конь · b7 белый слон · a6 чёрная пешка · g6 чёрный ферзь · c4 чёрный король · c3 белый слон · d3 белый конь · c2 белый король · f2 чёрный слон · f1 белый ферзь | a7 белый конь · b7 белый слон · a6 чёрная пешка · g6 чёрный ферзь · c4 чёрный король · c3 белый слон · d3 белый конь · c2 белый король · f2 чёрный слон · f1 белый ферзь | 5 |
| 4 | a7 белый конь · b7 белый слон · a6 чёрная пешка · g6 чёрный ферзь · c4 чёрный король · c3 белый слон · d3 белый конь · c2 белый король · f2 чёрный слон · f1 белый ферзь | a7 белый конь · b7 белый слон · a6 чёрная пешка · g6 чёрный ферзь · c4 чёрный король · c3 белый слон · d3 белый конь · c2 белый король · f2 чёрный слон · f1 белый ферзь | a7 белый конь · b7 белый слон · a6 чёрная пешка · g6 чёрный ферзь · c4 чёрный король · c3 белый слон · d3 белый конь · c2 белый король · f2 чёрный слон · f1 белый ферзь | a7 белый конь · b7 белый слон · a6 чёрная пешка · g6 чёрный ферзь · c4 чёрный король · c3 белый слон · d3 белый конь · c2 белый король · f2 чёрный слон · f1 белый ферзь | a7 белый конь · b7 белый слон · a6 чёрная пешка · g6 чёрный ферзь · c4 чёрный король · c3 белый слон · d3 белый конь · c2 белый король · f2 чёрный слон · f1 белый ферзь | a7 белый конь · b7 белый слон · a6 чёрная пешка · g6 чёрный ферзь · c4 чёрный король · c3 белый слон · d3 белый конь · c2 белый король · f2 чёрный слон · f1 белый ферзь | a7 белый конь · b7 белый слон · a6 чёрная пешка · g6 чёрный ферзь · c4 чёрный король · c3 белый слон · d3 белый конь · c2 белый король · f2 чёрный слон · f1 белый ферзь | a7 белый конь · b7 белый слон · a6 чёрная пешка · g6 чёрный ферзь · c4 чёрный король · c3 белый слон · d3 белый конь · c2 белый король · f2 чёрный слон · f1 белый ферзь | 4 |
| 3 | a7 белый конь · b7 белый слон · a6 чёрная пешка · g6 чёрный ферзь · c4 чёрный король · c3 белый слон · d3 белый конь · c2 белый король · f2 чёрный слон · f1 белый ферзь | a7 белый конь · b7 белый слон · a6 чёрная пешка · g6 чёрный ферзь · c4 чёрный король · c3 белый слон · d3 белый конь · c2 белый король · f2 чёрный слон · f1 белый ферзь | a7 белый конь · b7 белый слон · a6 чёрная пешка · g6 чёрный ферзь · c4 чёрный король · c3 белый слон · d3 белый конь · c2 белый король · f2 чёрный слон · f1 белый ферзь | a7 белый конь · b7 белый слон · a6 чёрная пешка · g6 чёрный ферзь · c4 чёрный король · c3 белый слон · d3 белый конь · c2 белый король · f2 чёрный слон · f1 белый ферзь | a7 белый конь · b7 белый слон · a6 чёрная пешка · g6 чёрный ферзь · c4 чёрный король · c3 белый слон · d3 белый конь · c2 белый король · f2 чёрный слон · f1 белый ферзь | a7 белый конь · b7 белый слон · a6 чёрная пешка · g6 чёрный ферзь · c4 чёрный король · c3 белый слон · d3 белый конь · c2 белый король · f2 чёрный слон · f1 белый ферзь | a7 белый конь · b7 белый слон · a6 чёрная пешка · g6 чёрный ферзь · c4 чёрный король · c3 белый слон · d3 белый конь · c2 белый король · f2 чёрный слон · f1 белый ферзь | a7 белый конь · b7 белый слон · a6 чёрная пешка · g6 чёрный ферзь · c4 чёрный король · c3 белый слон · d3 белый конь · c2 белый король · f2 чёрный слон · f1 белый ферзь | 3 |
| 2 | a7 белый конь · b7 белый слон · a6 чёрная пешка · g6 чёрный ферзь · c4 чёрный король · c3 белый слон · d3 белый конь · c2 белый король · f2 чёрный слон · f1 белый ферзь | a7 белый конь · b7 белый слон · a6 чёрная пешка · g6 чёрный ферзь · c4 чёрный король · c3 белый слон · d3 белый конь · c2 белый король · f2 чёрный слон · f1 белый ферзь | a7 белый конь · b7 белый слон · a6 чёрная пешка · g6 чёрный ферзь · c4 чёрный король · c3 белый слон · d3 белый конь · c2 белый король · f2 чёрный слон · f1 белый ферзь | a7 белый конь · b7 белый слон · a6 чёрная пешка · g6 чёрный ферзь · c4 чёрный король · c3 белый слон · d3 белый конь · c2 белый король · f2 чёрный слон · f1 белый ферзь | a7 белый конь · b7 белый слон · a6 чёрная пешка · g6 чёрный ферзь · c4 чёрный король · c3 белый слон · d3 белый конь · c2 белый король · f2 чёрный слон · f1 белый ферзь | a7 белый конь · b7 белый слон · a6 чёрная пешка · g6 чёрный ферзь · c4 чёрный король · c3 белый слон · d3 белый конь · c2 белый король · f2 чёрный слон · f1 белый ферзь | a7 белый конь · b7 белый слон · a6 чёрная пешка · g6 чёрный ферзь · c4 чёрный король · c3 белый слон · d3 белый конь · c2 белый король · f2 чёрный слон · f1 белый ферзь | a7 белый конь · b7 белый слон · a6 чёрная пешка · g6 чёрный ферзь · c4 чёрный король · c3 белый слон · d3 белый конь · c2 белый король · f2 чёрный слон · f1 белый ферзь | 2 |
| 1 | a7 белый конь · b7 белый слон · a6 чёрная пешка · g6 чёрный ферзь · c4 чёрный король · c3 белый слон · d3 белый конь · c2 белый король · f2 чёрный слон · f1 белый ферзь | a7 белый конь · b7 белый слон · a6 чёрная пешка · g6 чёрный ферзь · c4 чёрный король · c3 белый слон · d3 белый конь · c2 белый король · f2 чёрный слон · f1 белый ферзь | a7 белый конь · b7 белый слон · a6 чёрная пешка · g6 чёрный ферзь · c4 чёрный король · c3 белый слон · d3 белый конь · c2 белый король · f2 чёрный слон · f1 белый ферзь | a7 белый конь · b7 белый слон · a6 чёрная пешка · g6 чёрный ферзь · c4 чёрный король · c3 белый слон · d3 белый конь · c2 белый король · f2 чёрный слон · f1 белый ферзь | a7 белый конь · b7 белый слон · a6 чёрная пешка · g6 чёрный ферзь · c4 чёрный король · c3 белый слон · d3 белый конь · c2 белый король · f2 чёрный слон · f1 белый ферзь | a7 белый конь · b7 белый слон · a6 чёрная пешка · g6 чёрный ферзь · c4 чёрный король · c3 белый слон · d3 белый конь · c2 белый король · f2 чёрный слон · f1 белый ферзь | a7 белый конь · b7 белый слон · a6 чёрная пешка · g6 чёрный ферзь · c4 чёрный король · c3 белый слон · d3 белый конь · c2 белый король · f2 чёрный слон · f1 белый ферзь | a7 белый конь · b7 белый слон · a6 чёрная пешка · g6 чёрный ферзь · c4 чёрный король · c3 белый слон · d3 белый конь · c2 белый король · f2 чёрный слон · f1 белый ферзь | 1 |
|   | a | b | c | d | e | f | g | h |   |

1.Кс8! с угрозой 2.Kd6+ Ф:d6 3.Kb2++ Kpc5 4.Ka4X, 

1. … Cg3 2.Kb6+ Ф:b6 3.Kf2+ Крс5 4.Ке4X, 

1. … Сс5 2.Фf7+ Ф:f7 3.Ке5+ Крb5 4.Сс6Х 

Эффектная 10-фигурная задача с жертвами белых фигур и мотивами развязывания коня.

## Книги
- Шахматная композиция в Белоруссии, Минск, 1981 (соавтор).